# Devin Townsend
Devin Garrett Townsend (ur. 5 maja 1972 w Vancouver) – kanadyjski muzyk, kompozytor, wokalista i producent muzyczny, multiinstrumentalista. Laureat nagrody kanadyjskiego przemysłu fonograficznego Juno. Był założycielem, autorem tekstów, wokalistą i gitarzystą industrial metalowej grupy Strapping Young Lad. Rozwinął też karierę solową.

## Twórczość
Townsend w 1993 roku został zaproszony na nagranie wokaliz na albumie Sex & Religion gitarzysty Steve’a Vaia. Po nagrywaniu i koncertowaniu z Vaiem, Townsend, znięchęcony działaniem przemysłu muzycznego, przeniósł swój gniew na solowym albumie, zrealizowanym pod pseudonimem Strapping Young Lad. Wkrótce utworzył zespół pod tą nazwą i zrealizował album City w roku 1997. W latach późniejszych nagrał trzy albumy Strapping Young Lad, oraz płyty z solowym materiałem, wydane przez należącą do muzyka wytwórnię HevyDevy Records. Solowe płyty Townsenda stylistycznie były pochodną hard rocka i progresywnego metalu. W 2002 roku utworzył grupę The Devin Townsend Band, z którym nagrał dwie płyty i odbył szereg koncertów.
W 2007 roku Townsend rozwiązał obie grupy, tj. Strapping Young Lad i The Devin Townsend Band, w ramach przerwy od koncertowania. Po dwóch latach rozpoczął pracę nad serią pięciu albumów pod nazwą Devin Townsend Project, na każdym przedstawiając zupełnie inne style muzyczne. Pierwsze dwa, Ki i Addicted, zostały zrealizowane w 2009. Wydawnictwa były promowane podczas koncertów w Australii i Ameryce Północnej w 2010 roku. Kolejne wydawnictwa z serii Deconstruction i Ghost zostały wydane w 2011. Ostatni, piąty z serii Epicloud został wydany w 2012 roku.
Żonaty, ma syna.

### Dyskografia
Albumy studyjne
| Infinity                                | - Data: 2 listopada 1998 - Wydawca: HevyDevy/Sony          | –   | –  | –  | –  | –  | –   | 29  | –  |                  |
| Physicist                               | - Data: 26 czerwca 2000 - Wydawca: HevyDevy/InsideOut      | –   | –  | –  | –  | –  | –   | 80  | –  |                  |
| Terria                                  | - Data: 22 sierpnia 2001 - Wydawca: HevyDevy/InsideOut     | 125 | –  | –  | –  | –  | –   | 81  | –  |                  |
| Devlab                                  | - Data: 4 grudnia 2004 - Wydawca: HevyDevy/InsideOut       | –   | –  | –  | –  | –  | –   | –   | –  |                  |
| The Hummer                              | - Data: 15 listopada 2006 - Wydawca: HevyDevy/InsideOut    | –   | –  | –  | –  | –  | –   | –   | –  |                  |
| Ziltoid the Omniscient                  | - Data: 21 maja 2007 - Wydawca: HevyDevy/InsideOut         | –   | –  | –  | –  | –  | –   | –   | –  |                  |
| Ki                                      | - Data: 16 czerwca 2009 - Wydawca: HevyDevy/InsideOut      | 179 | 26 | –  | –  | –  | –   | –   | –  | - USA: 0,8 tys.+ |
| Addicted                                | - Data: 17 listopada 2009 - Wydawca: HevyDevy/InsideOut    | –   | 36 | –  | –  | –  | 168 | –   | –  | - USA: 3,7 tys.+ |
| Deconstruction                          | - Data: 20 czerwca 2011 - Wydawca: HevyDevy/InsideOut      | –   | –  | –  | –  | –  | 165 | –   | –  | - USA: 3,5 tys.+ |
| Ghost                                   | - Data: 20 czerwca 2011 - Wydawca: HevyDevy/InsideOut      | –   | –  | –  | –  | –  | –   | –   | –  | - USA: 2,2 tys.+ |
| Epicloud                                | - Data: 18 września 2012 - Wydawca: HevyDevy/InsideOut     | 96  | 8  | 88 | 61 | 87 | 105 | –   | –  | - USA: 4,6 tys.+ |
| Z²                                      | - Data: 28 października 2014 - Wydawca: HevyDevy/InsideOut | 101 | 4  | 64 | 46 | 57 | 73  | 205 | 92 | - USA: 5,2 tys.+ |
| Transcendence                           | - Data: 9 września 2016 - Wydawca: HevyDevy/InsideOut      | 56  | 2  | 43 | 26 | 43 | 117 | 217 | 33 | - USA: 7,8 tys.+ |
| Empath                                  | - Data: 29 marca 2019 - Wydawca: InsideOut                 |     |    |    |    |    |     |     |    |                  |
| Snuggles                                | - Data: 3 grudnia 2021 - Wydawca: Hevydevy Records         |     |    |    |    |    |     |     |    |                  |
| The Puzzle                              | - Data: 3 grudnia 2021 - Wydawca: Hevydevy Records         |     |    |    |    |    |     |     |    |                  |
| Lightwork                               | - Data: 28 października 2022 - Wydawca: InsideOut          |     |    |    |    |    |     |     |    |                  |
| „–” oznacza, że album nie był notowany. |                                                            |     |    |    |    |    |     |     |    |                  |

Albumy koncertowe
| Official Bootleg                        | - Data: wrzesień 1999 - Wydawca: HevyDevy               | –  | –  | –   |                  |
| Unplugged                               | - Data: 9 sierpnia 2011 - Wydawca: HevyDevy/InsideOut   | –  | –  | –   |                  |
| By a Thread. Live in London 2011        | - Data: 18 czerwca 2012 - Wydawca: InsideOut Music      | –  | 12 | –   |                  |
| The Retinal Circus                      | - Data: 29 października 2013 - Wydawca: InsideOut Music | 87 | 30 | 190 | - USA: 0,5 tys.+ |
| Ziltoid. Live at the Royal Albert Hall  | - Data: 13 listopada 2015 - Wydawca: InsideOut Music    | 66 | –  | –   |                  |
| „–” oznacza, że album nie był notowany. |                                                         |    |    |     |                  |

Kompilacje
| Ass-Sordid Demos (1990–1996)               | - Data: 2000 - Wydawca: HevyDevy/InsideOut            | –  | –   |                  |
| Ass Sordid Demos II                        | - Data: czerwiec 2004 - Wydawca: HevyDevy             | –  | –   |                  |
| Calm And The Storm: Deconstruction & Ghost | - Data: 20 czerwca 2011 - Wydawca: HevyDevy/InsideOut | 15 | 131 |                  |
| Contain Us                                 | - Data: 9 grudnia 2011 - Wydawca: HevyDevy/InsideOut  | –  | –   | - USA: 0,4 tys.+ |
| „–” oznacza, że album nie był notowany.    |                                                       |    |     |                  |

### Teledyski
| Tytuł                  | Rok  | Reżyseria        | Album          | Źródło |
| ---------------------- | ---- | ---------------- | -------------- | ------ |
| „Christeen”            | 1998 | –                | Infinity       | [ 33 ] |
| „Coast”                | 2009 | Konrad Palkewicz | Ki             | [ 34 ] |
| „Bend It Like Bender!” | 2009 | Konrad Palkewicz | Addicted       | [ 35 ] |
| „Juular”               | 2011 | David Brodsky    | Deconstruction | [ 36 ] |
| „Lucky Animals”        | 2012 | –                | Epicloud       | [ 37 ] |
| „Stormbending”         | 2016 | Devin Townsend   | Transcendence  | [ 38 ] |

### Filmografia
| Tytuł                                                 | Rok       | Rola                                                 | Uwagi                                                                         | Źródło |
| ----------------------------------------------------- | --------- | ---------------------------------------------------- | ----------------------------------------------------------------------------- | ------ |
| „Metalocalypse”                                       | 2007−2010 | jako Bink Bonk Blammymatazz/ Juicy Point Teenage Fan | serial animowany, odc. „Dethzazz”, „P.R. Pickles”, „Deth Wedding” i „Cleanso” | [ 2 ]  |
| „Working Class Rock Star”                             | 2008      | jako on sam                                          | film dokumentalny, reżyseria: Justin McConnell                                | [ 39 ] |
| „Morgan Agren’s Conundrum: A Percussive Misadventure” | 2013      | jako on sam                                          | film dokumentalny, reżyseria: Carl Millard King                               | [ 40 ] |

## Nagrody i wyróżnienia
| Rok  | Kategoria                          | Tytułem                                           | Nagroda                         | Nota      | Źródło |
| ---- | ---------------------------------- | ------------------------------------------------- | ------------------------------- | --------- | ------ |
| 2012 | Dimebag Darrell Shredder Award     | Devin Townsend                                    | Metal Hammer Golden Gods Awards | Laur      | [ 41 ] |
| 2012 | Best Event                         | Devin Townsend Project London shows               | Metal Hammer Golden Gods Awards | Nominacja | [ 42 ] |
| 2012 | Metal/Hard Music Album of the Year | Deconstruction                                    | Nagroda Juno                    | Nominacja | [ 43 ] |
| 2013 | Metal/Hard Music Album of the Year | Epicloud                                          | Nagroda Juno                    | Nominacja | [ 44 ] |
| 2013 | Limelight                          | Devin Townsend’s Retinal Circus                   | Progressive Music Awards        | Nominacja | [ 45 ] |
| 2013 | Anthem                             | Devin Townsend Project „True North From Epicloud” | Progressive Music Awards        | Nominacja | [ 45 ] |
| 2015 | Metal/Hard Music Album of the Year | Z²                                                | Nagroda Juno                    | Laur      | [ 46 ] |
| 2015 | Live Event                         | Devin Townsend Live at the Royal Albert Hall      | Progressive Music Awards        | Nominacja | [ 47 ] |